# 1487
Portal Geschichte | Portal Biografien | Aktuelle Ereignisse | Jahreskalender | Tagesartikel

◄ |
14. Jahrhundert |
15. Jahrhundert
| 16. Jahrhundert | ►

◄ |
1450er |
1460er |
1470er |
1480er
| 1490er | 1500er | 1510er | ►

◄◄ |
◄ |
1483 |
1484 |
1485 |
1486 |
1487
| 1488 | 1489 | 1490 | 1491 | ► | ►►
Staatsoberhäupter  · Nekrolog
| Januar | Januar | Januar | Januar | Januar | Januar | Januar | Januar |
| Kw     | Mo     | Di     | Mi     | Do     | Fr     | Sa     | So     |
| ------ | ------ | ------ | ------ | ------ | ------ | ------ | ------ |
| 1      | 1      | 2      | 3      | 4      | 5      | 6      | 7      |
| 2      | 8      | 9      | 10     | 11     | 12     | 13     | 14     |
| 3      | 15     | 16     | 17     | 18     | 19     | 20     | 21     |
| 4      | 22     | 23     | 24     | 25     | 26     | 27     | 28     |
| 5      | 29     | 30     | 31     |        |        |        |        |

| Februar | Februar | Februar | Februar | Februar | Februar | Februar | Februar |
| Kw      | Mo      | Di      | Mi      | Do      | Fr      | Sa      | So      |
| ------- | ------- | ------- | ------- | ------- | ------- | ------- | ------- |
| 5       |         |         |         | 1       | 2       | 3       | 4       |
| 6       | 5       | 6       | 7       | 8       | 9       | 10      | 11      |
| 7       | 12      | 13      | 14      | 15      | 16      | 17      | 18      |
| 8       | 19      | 20      | 21      | 22      | 23      | 24      | 25      |
| 9       | 26      | 27      | 28      |         |         |         |         |

| März | März | März | März | März | März | März | März |
| Kw   | Mo   | Di   | Mi   | Do   | Fr   | Sa   | So   |
| ---- | ---- | ---- | ---- | ---- | ---- | ---- | ---- |
| 9    |      |      |      | 1    | 2    | 3    | 4    |
| 10   | 5    | 6    | 7    | 8    | 9    | 10   | 11   |
| 11   | 12   | 13   | 14   | 15   | 16   | 17   | 18   |
| 12   | 19   | 20   | 21   | 22   | 23   | 24   | 25   |
| 13   | 26   | 27   | 28   | 29   | 30   | 31   |      |

| April | April | April | April | April | April | April | April |
| Kw    | Mo    | Di    | Mi    | Do    | Fr    | Sa    | So    |
| ----- | ----- | ----- | ----- | ----- | ----- | ----- | ----- |
| 13    |       |       |       |       |       |       | 1     |
| 14    | 2     | 3     | 4     | 5     | 6     | 7     | 8     |
| 15    | 9     | 10    | 11    | 12    | 13    | 14    | 15    |
| 16    | 16    | 17    | 18    | 19    | 20    | 21    | 22    |
| 17    | 23    | 24    | 25    | 26    | 27    | 28    | 29    |
| 18    | 30    |       |       |       |       |       |       |

| Mai | Mai | Mai | Mai | Mai | Mai | Mai | Mai |
| Kw  | Mo  | Di  | Mi  | Do  | Fr  | Sa  | So  |
| --- | --- | --- | --- | --- | --- | --- | --- |
| 18  |     | 1   | 2   | 3   | 4   | 5   | 6   |
| 19  | 7   | 8   | 9   | 10  | 11  | 12  | 13  |
| 20  | 14  | 15  | 16  | 17  | 18  | 19  | 20  |
| 21  | 21  | 22  | 23  | 24  | 25  | 26  | 27  |
| 22  | 28  | 29  | 30  | 31  |     |     |     |

| Juni | Juni | Juni | Juni | Juni | Juni | Juni | Juni |
| Kw   | Mo   | Di   | Mi   | Do   | Fr   | Sa   | So   |
| ---- | ---- | ---- | ---- | ---- | ---- | ---- | ---- |
| 22   |      |      |      |      | 1    | 2    | 3    |
| 23   | 4    | 5    | 6    | 7    | 8    | 9    | 10   |
| 24   | 11   | 12   | 13   | 14   | 15   | 16   | 17   |
| 25   | 18   | 19   | 20   | 21   | 22   | 23   | 24   |
| 26   | 25   | 26   | 27   | 28   | 29   | 30   |      |

| Juli | Juli | Juli | Juli | Juli | Juli | Juli | Juli |
| Kw   | Mo   | Di   | Mi   | Do   | Fr   | Sa   | So   |
| ---- | ---- | ---- | ---- | ---- | ---- | ---- | ---- |
| 26   |      |      |      |      |      |      | 1    |
| 27   | 2    | 3    | 4    | 5    | 6    | 7    | 8    |
| 28   | 9    | 10   | 11   | 12   | 13   | 14   | 15   |
| 29   | 16   | 17   | 18   | 19   | 20   | 21   | 22   |
| 30   | 23   | 24   | 25   | 26   | 27   | 28   | 29   |
| 31   | 30   | 31   |      |      |      |      |      |

| August | August | August | August | August | August | August | August |
| Kw     | Mo     | Di     | Mi     | Do     | Fr     | Sa     | So     |
| ------ | ------ | ------ | ------ | ------ | ------ | ------ | ------ |
| 31     |        |        | 1      | 2      | 3      | 4      | 5      |
| 32     | 6      | 7      | 8      | 9      | 10     | 11     | 12     |
| 33     | 13     | 14     | 15     | 16     | 17     | 18     | 19     |
| 34     | 20     | 21     | 22     | 23     | 24     | 25     | 26     |
| 35     | 27     | 28     | 29     | 30     | 31     |        |        |

| September | September | September | September | September | September | September | September |
| Kw        | Mo        | Di        | Mi        | Do        | Fr        | Sa        | So        |
| --------- | --------- | --------- | --------- | --------- | --------- | --------- | --------- |
| 35        |           |           |           |           |           | 1         | 2         |
| 36        | 3         | 4         | 5         | 6         | 7         | 8         | 9         |
| 37        | 10        | 11        | 12        | 13        | 14        | 15        | 16        |
| 38        | 17        | 18        | 19        | 20        | 21        | 22        | 23        |
| 39        | 24        | 25        | 26        | 27        | 28        | 29        | 30        |

| Oktober | Oktober | Oktober | Oktober | Oktober | Oktober | Oktober | Oktober |
| Kw      | Mo      | Di      | Mi      | Do      | Fr      | Sa      | So      |
| ------- | ------- | ------- | ------- | ------- | ------- | ------- | ------- |
| 40      | 1       | 2       | 3       | 4       | 5       | 6       | 7       |
| 41      | 8       | 9       | 10      | 11      | 12      | 13      | 14      |
| 42      | 15      | 16      | 17      | 18      | 19      | 20      | 21      |
| 43      | 22      | 23      | 24      | 25      | 26      | 27      | 28      |
| 44      | 29      | 30      | 31      |         |         |         |         |

| November | November | November | November | November | November | November | November |
| Kw       | Mo       | Di       | Mi       | Do       | Fr       | Sa       | So       |
| -------- | -------- | -------- | -------- | -------- | -------- | -------- | -------- |
| 44       |          |          |          | 1        | 2        | 3        | 4        |
| 45       | 5        | 6        | 7        | 8        | 9        | 10       | 11       |
| 46       | 12       | 13       | 14       | 15       | 16       | 17       | 18       |
| 47       | 19       | 20       | 21       | 22       | 23       | 24       | 25       |
| 48       | 26       | 27       | 28       | 29       | 30       |          |          |

| Dezember | Dezember | Dezember | Dezember | Dezember | Dezember | Dezember | Dezember |
| Kw       | Mo       | Di       | Mi       | Do       | Fr       | Sa       | So       |
| -------- | -------- | -------- | -------- | -------- | -------- | -------- | -------- |
| 48       |          |          |          |          |          | 1        | 2        |
| 49       | 3        | 4        | 5        | 6        | 7        | 8        | 9        |
| 50       | 10       | 11       | 12       | 13       | 14       | 15       | 16       |
| 51       | 17       | 18       | 19       | 20       | 21       | 22       | 23       |
| 52       | 24       | 25       | 26       | 27       | 28       | 29       | 30       |
| 1        | 31       |          |          |          |          |          |          |

| Januar | Januar | Januar | Januar | Januar | Januar | Januar | Januar |
| Kw     | Mo     | Di     | Mi     | Do     | Fr     | Sa     | So     |
| ------ | ------ | ------ | ------ | ------ | ------ | ------ | ------ |
| 1      | 1      | 2      | 3      | 4      | 5      | 6      | 7      |
| 2      | 8      | 9      | 10     | 11     | 12     | 13     | 14     |
| 3      | 15     | 16     | 17     | 18     | 19     | 20     | 21     |
| 4      | 22     | 23     | 24     | 25     | 26     | 27     | 28     |
| 5      | 29     | 30     | 31     |        |        |        |        |

| Februar | Februar | Februar | Februar | Februar | Februar | Februar | Februar |
| Kw      | Mo      | Di      | Mi      | Do      | Fr      | Sa      | So      |
| ------- | ------- | ------- | ------- | ------- | ------- | ------- | ------- |
| 5       |         |         |         | 1       | 2       | 3       | 4       |
| 6       | 5       | 6       | 7       | 8       | 9       | 10      | 11      |
| 7       | 12      | 13      | 14      | 15      | 16      | 17      | 18      |
| 8       | 19      | 20      | 21      | 22      | 23      | 24      | 25      |
| 9       | 26      | 27      | 28      |         |         |         |         |

| März | März | März | März | März | März | März | März |
| Kw   | Mo   | Di   | Mi   | Do   | Fr   | Sa   | So   |
| ---- | ---- | ---- | ---- | ---- | ---- | ---- | ---- |
| 9    |      |      |      | 1    | 2    | 3    | 4    |
| 10   | 5    | 6    | 7    | 8    | 9    | 10   | 11   |
| 11   | 12   | 13   | 14   | 15   | 16   | 17   | 18   |
| 12   | 19   | 20   | 21   | 22   | 23   | 24   | 25   |
| 13   | 26   | 27   | 28   | 29   | 30   | 31   |      |

| April | April | April | April | April | April | April | April |
| Kw    | Mo    | Di    | Mi    | Do    | Fr    | Sa    | So    |
| ----- | ----- | ----- | ----- | ----- | ----- | ----- | ----- |
| 13    |       |       |       |       |       |       | 1     |
| 14    | 2     | 3     | 4     | 5     | 6     | 7     | 8     |
| 15    | 9     | 10    | 11    | 12    | 13    | 14    | 15    |
| 16    | 16    | 17    | 18    | 19    | 20    | 21    | 22    |
| 17    | 23    | 24    | 25    | 26    | 27    | 28    | 29    |
| 18    | 30    |       |       |       |       |       |       |

| Mai | Mai | Mai | Mai | Mai | Mai | Mai | Mai |
| Kw  | Mo  | Di  | Mi  | Do  | Fr  | Sa  | So  |
| --- | --- | --- | --- | --- | --- | --- | --- |
| 18  |     | 1   | 2   | 3   | 4   | 5   | 6   |
| 19  | 7   | 8   | 9   | 10  | 11  | 12  | 13  |
| 20  | 14  | 15  | 16  | 17  | 18  | 19  | 20  |
| 21  | 21  | 22  | 23  | 24  | 25  | 26  | 27  |
| 22  | 28  | 29  | 30  | 31  |     |     |     |

| Juni | Juni | Juni | Juni | Juni | Juni | Juni | Juni |
| Kw   | Mo   | Di   | Mi   | Do   | Fr   | Sa   | So   |
| ---- | ---- | ---- | ---- | ---- | ---- | ---- | ---- |
| 22   |      |      |      |      | 1    | 2    | 3    |
| 23   | 4    | 5    | 6    | 7    | 8    | 9    | 10   |
| 24   | 11   | 12   | 13   | 14   | 15   | 16   | 17   |
| 25   | 18   | 19   | 20   | 21   | 22   | 23   | 24   |
| 26   | 25   | 26   | 27   | 28   | 29   | 30   |      |

| Juli | Juli | Juli | Juli | Juli | Juli | Juli | Juli |
| Kw   | Mo   | Di   | Mi   | Do   | Fr   | Sa   | So   |
| ---- | ---- | ---- | ---- | ---- | ---- | ---- | ---- |
| 26   |      |      |      |      |      |      | 1    |
| 27   | 2    | 3    | 4    | 5    | 6    | 7    | 8    |
| 28   | 9    | 10   | 11   | 12   | 13   | 14   | 15   |
| 29   | 16   | 17   | 18   | 19   | 20   | 21   | 22   |
| 30   | 23   | 24   | 25   | 26   | 27   | 28   | 29   |
| 31   | 30   | 31   |      |      |      |      |      |

| August | August | August | August | August | August | August | August |
| Kw     | Mo     | Di     | Mi     | Do     | Fr     | Sa     | So     |
| ------ | ------ | ------ | ------ | ------ | ------ | ------ | ------ |
| 31     |        |        | 1      | 2      | 3      | 4      | 5      |
| 32     | 6      | 7      | 8      | 9      | 10     | 11     | 12     |
| 33     | 13     | 14     | 15     | 16     | 17     | 18     | 19     |
| 34     | 20     | 21     | 22     | 23     | 24     | 25     | 26     |
| 35     | 27     | 28     | 29     | 30     | 31     |        |        |

| September | September | September | September | September | September | September | September |
| Kw        | Mo        | Di        | Mi        | Do        | Fr        | Sa        | So        |
| --------- | --------- | --------- | --------- | --------- | --------- | --------- | --------- |
| 35        |           |           |           |           |           | 1         | 2         |
| 36        | 3         | 4         | 5         | 6         | 7         | 8         | 9         |
| 37        | 10        | 11        | 12        | 13        | 14        | 15        | 16        |
| 38        | 17        | 18        | 19        | 20        | 21        | 22        | 23        |
| 39        | 24        | 25        | 26        | 27        | 28        | 29        | 30        |

| Oktober | Oktober | Oktober | Oktober | Oktober | Oktober | Oktober | Oktober |
| Kw      | Mo      | Di      | Mi      | Do      | Fr      | Sa      | So      |
| ------- | ------- | ------- | ------- | ------- | ------- | ------- | ------- |
| 40      | 1       | 2       | 3       | 4       | 5       | 6       | 7       |
| 41      | 8       | 9       | 10      | 11      | 12      | 13      | 14      |
| 42      | 15      | 16      | 17      | 18      | 19      | 20      | 21      |
| 43      | 22      | 23      | 24      | 25      | 26      | 27      | 28      |
| 44      | 29      | 30      | 31      |         |         |         |         |

| November | November | November | November | November | November | November | November |
| Kw       | Mo       | Di       | Mi       | Do       | Fr       | Sa       | So       |
| -------- | -------- | -------- | -------- | -------- | -------- | -------- | -------- |
| 44       |          |          |          | 1        | 2        | 3        | 4        |
| 45       | 5        | 6        | 7        | 8        | 9        | 10       | 11       |
| 46       | 12       | 13       | 14       | 15       | 16       | 17       | 18       |
| 47       | 19       | 20       | 21       | 22       | 23       | 24       | 25       |
| 48       | 26       | 27       | 28       | 29       | 30       |          |          |

| Dezember | Dezember | Dezember | Dezember | Dezember | Dezember | Dezember | Dezember |
| Kw       | Mo       | Di       | Mi       | Do       | Fr       | Sa       | So       |
| -------- | -------- | -------- | -------- | -------- | -------- | -------- | -------- |
| 48       |          |          |          |          |          | 1        | 2        |
| 49       | 3        | 4        | 5        | 6        | 7        | 8        | 9        |
| 50       | 10       | 11       | 12       | 13       | 14       | 15       | 16       |
| 51       | 17       | 18       | 19       | 20       | 21       | 22       | 23       |
| 52       | 24       | 25       | 26       | 27       | 28       | 29       | 30       |
| 1        | 31       |          |          |          |          |          |          |

## Ereignisse

### Politik und Weltgeschehen

#### Rosenkriege in England
- 24. Mai: In Dublin wird in der Zeit der Rosenkriege der Hochstapler Lambert Simnel als englischer König Edward VI. gekrönt. Der Londoner Regent Heinrich VII. hält indessen den echten Edward von Warwick aus dem Haus York im Tower gefangen. Der Versuch, Heinrich VII. von der Macht zu verdrängen, scheitert kurz darauf endgültig in der Schlacht von Stoke mit der Niederlage für die Yorkisten.

- 16. Juni: Die Schlacht von Stoke ist das letzte Aufbegehren des Hauses York in den englischen Rosenkriegen. Das Heer König Heinrichs VII. bezwingt die personell schwächer ausgestattete yorkistische Armee unter John de la Pole, Earl of Lincoln, der in der Schlacht fällt.

#### Iberische Halbinsel
- 27. April: Nach mehrwöchiger Belagerung ergibt sich die Stadt Vélez-Málaga den kastilischen Truppen.
- Anfang Mai führen Abgesandte der Katholischen Könige Verhandlungen mit dem Kommandeur der Stadt Málaga, der allerdings eine kampflose Übergabe der Stadt ablehnt. Um eine lange andauernde Belagerung der Stadt zu vermeiden, entscheidet sich König Ferdinand für einen Frontalangriff. Daraus entwickelt sich die „blutigste und erbittertste Schlacht des Krieges um das Maurenreich von Granada.“ Der Angriff muss ergebnislos abgebrochen werden. Damit beginnt die Belagerung der Stadt.
- 18. August: Málaga, bislang Teil des nasridischen Emirats von Granada, wird während der Reconquista von den Streitkräften der Katholischen Könige eingenommen.

#### Weitere Ereignisse in Europa
- 28. April: Die Niederlage der vom Wallis geführten Eidgenossen unter Bischof Jost von Silenen gegen das Herzogtum Mailand unter Herzog Gian Galeazzo Sforza in der Schlacht bei Crevola bremst vorübergehend ihren Expansionsdrang südlich der Alpen.
- Der Angriff des Großfürstentums Moskau auf die Grenzstadt Meschtschowsk ist der offizielle Beginn des Russisch-Litauischen Krieges.
- Der Doppeladler wird zum Staatssymbol Russlands, der Heilige Georg in das Moskauer Stadtwappen aufgenommen.

#### Kaiserreich China

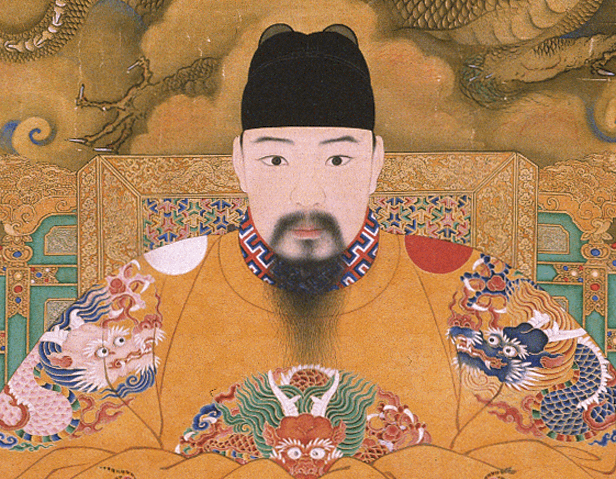
Kaiser Hongzhi

- 9. September: Nach dem Tod seines Vaters Chenghua wird Hongzhi Kaiser von China aus der Ming-Dynastie. Seine Regierung orientiert sich strikt am Ideal des Konfuzianismus, er arbeitet eng mit seinen Ministern und Beamten zusammen, reduziert die Steuerlast, spart bei den Staatsausgaben und trifft eine gute Wahl bei der Berufung seiner Ratgeber.

#### Weitere Ereignisse in Asien
- 27. Mai: Nach 46 Jahren Herrschaft stirbt Tilokarat, der neunte König der Mengrai-Dynastie von Lan Na in der Nordregion von Thailand, im Alter von 78 Jahren. Obwohl er ein Usurpator war, wird die Regierungszeit von König Tilok als das Goldene Zeitalter Lan Nas angesehen. Er vergrößerte und festigte sein Reich, indem er Mueang Nan und dabei gleichzeitig Mueang Phrae eroberte und sie in sein Reich eingliederte. Nach Westen reicht es zum Zeitpunkt seines Todes bis in den heutigen Shan-Staat von Myanmar, nach Norden bis Chiang Rung. Tilokarat wird in Wat Chet Yot eingeäschert. Nachfolger wird sein Enkel Yot Chiang Rai.

#### Entdeckungsreisen
- 7. Mai: Der portugiesische Forscher Pêro da Covilhã begibt sich auf eine Reise auf der Suche nach dem Reich des legendären Priesterkönig Johannes in Ostasien. Seine Reise beginnt in  Santarém und führt ihn über Barcelona, Neapel und Rhodos nach Alexandria und Kairo, von wo aus er weiter Richtung Indien zieht.
- Sommer: Mit dem streng geheim gehaltenen Auftrag König Johanns II., an die Ergebnisse von Diogo Cão anzuknüpfen, die Südspitze des afrikanischen Kontinents zu finden, sie zu umsegeln und wenn möglich bis Indien vorzustoßen, sticht der Portugiese Bartolomeu Dias mit zwei Karavellen und einem Versorgungsschiff in See. Die Flotte segelt an der afrikanischen Westküste entlang bis zum südlichsten den Portugiesen damals bekannten Punkt an der Küste des heutigen Namibia und darüber hinaus.

### Kultur

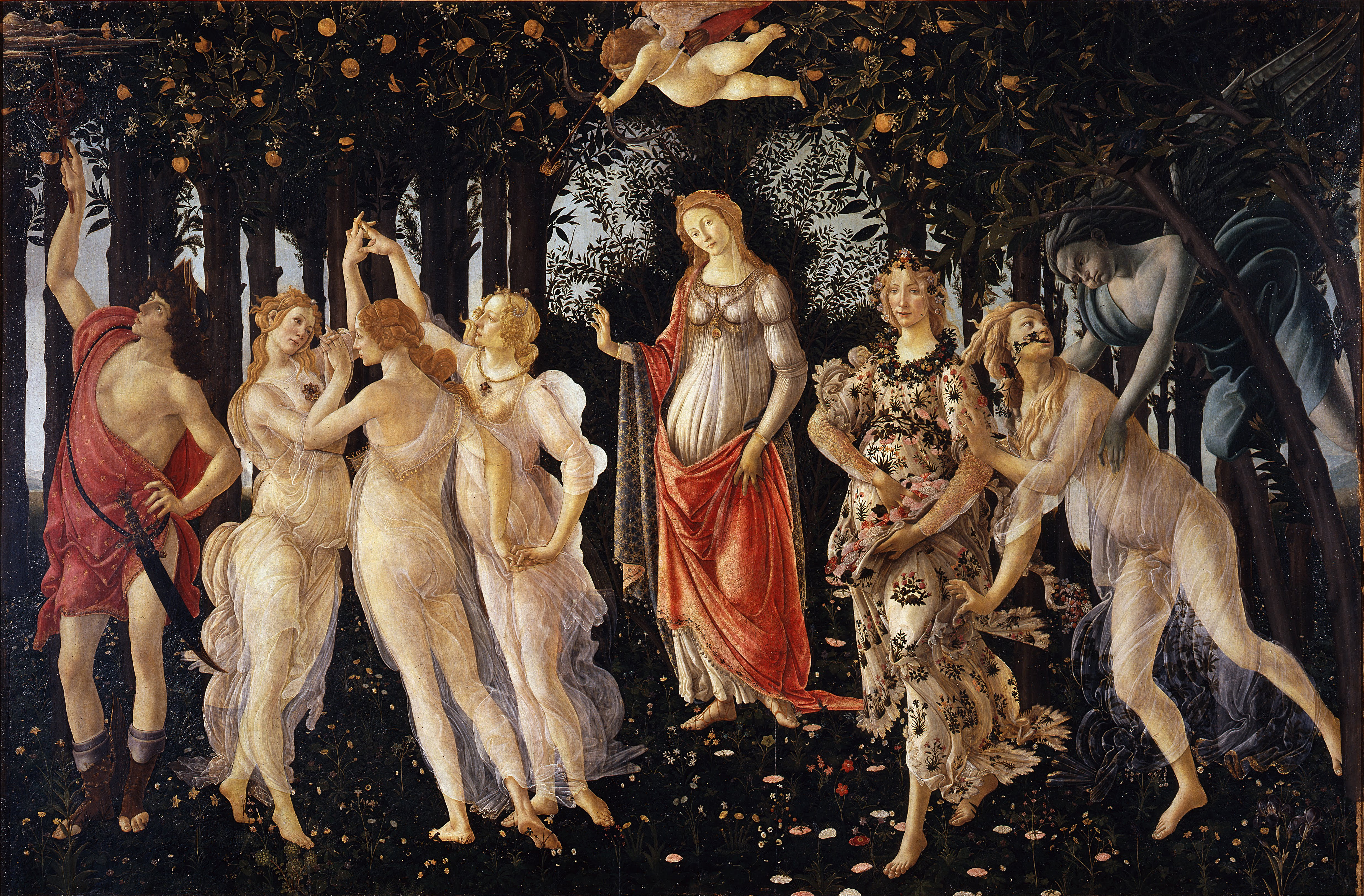
Primavera

- 1482/1487: Sandro Botticelli fertigt mit Tempera auf Holz das Gemälde Primavera. Das Bild gehört zu den bekanntesten und am häufigsten reproduzierten Werken der abendländischen Kunst.
- 18. April: Der Humanist und Dichter Conrad Celtis wird von Kaiser Friedrich III. als erster Deutscher zum poeta laureatus gekrönt.
- Sandro Botticelli malt in Tempera auf Holz die Madonna mit dem Granatapfel und das Altarbild von San Barnaba.
- Der Große Kremlpalast in Moskau wird errichtet.

### Religion
- 9. Juli: Die Grafen Philipp II. von Waldeck-Eisenberg, Heinrich VIII. von Waldeck-Wildungen und Otto IV. von Waldeck-Landau gründen das Franziskanerkloster Korbach. Mit dem Bau der Klosterkirche wird noch im gleichen Jahr begonnen.

## Geboren

### Geburtsdatum gesichert
- 2. Februar: Johann Zápolya, ungarischer Aristokrat, Wojewode von Siebenbürgen und erwählter König von Ungarn und Kroatien († 1540)
- 8. Februar: Ulrich, Herzog von Württemberg († 1550)
- 15. Februar: Heinrich von der Pfalz, Fürstbischof von Worms, von Utrecht und von Freising († 1552)
- 5. März: Rosine von Baden, Gräfin von Haigerloch († 1554)
- 10. April: Wilhelm, Graf von Nassau-Dillenburg († 1559)
- 5. Mai:  Anna von Brandenburg-Ansbach-Kulmbach, Prinzessin von Brandenburg-Ansbach, Herzogin und Regentin von Teschen († 1539)
- 7. Mai: Galeazzo Flavio Capella, italienischer Schriftsteller und Staatsmann († 1537)
- 5. Juli: Johann Gramann, deutscher evangelisch-lutherischer Pfarrer, Theologe, Pädagoge, Humanist, Reformator und Kirchenlieddichter († 1541)
- 17. Juli: Ismail I., aserbaidschanischer Schah des Iran und Begründer der Safawiden-Dynastie († 1524)
- 24. August: Bartholomäus Bernhardi, deutscher lutherischer Theologe und Reformator († 1551)
- 27. August: Anna von Brandenburg, Herzogin von Schleswig und Holstein († 1514)
- 10. September: Giovanni Maria Ciocchi Del Monte, unter dem Namen Julius III. Papst († 1555)
- 27. Oktober: Giovanni da Udine, italienischer Maler († 1564)
- 14. November: Johann IV. von Pernstein, Oberstkämmerer und Landeshauptmann von Mähren († 1548)

### Genaues Geburtsdatum unbekannt
- Katharina von Mecklenburg, Herzogin von Sachsen († 1561)
- Pierfrancesco de’ Medici der Jüngere, Florentiner Bankier († 1525)

### Geboren um 1487
- Johannes Bader, deutscher Theologe und Reformator († 1545)
- Gabriel Zwilling, deutscher Theologe und Reformator († 1558)

## Gestorben

### Todesdatum gesichert
- 14. Januar: Thomas Rode, mecklenburgischer Geistlicher, Domherr und Propst
- 26. Januar: Philipp von Henneberg, Fürstbischof des Hochstiftes Bamberg (* 1430)
- 29. Januar: Wedigo Gans von Putlitz, Bischof von Havelberg (* vor 1438)
- 21. März: Niklaus von Flüe, Schweizer Einsiedler, Asket und Mystiker (* 1417)
- 21. März: Bernhard von Rohr, Erzbischof von Salzburg (* 1421)
- 12. April: Rudolf IV., Markgraf von Hachberg-Sausenberg und Graf von Neuenburg am See (* 1426/27)
- 29. April: Wolfhart VI. von Borsselen, Marschall von Frankreich
- 11. Mai: Sibylla von Helfenstein, Äbtissin des Fraumünsters in Zürich
- 27. Mai: Tilokarat, König des thailändischen Königreichs von Lan Na (* 1409)
- 16. Juni: John de la Pole, Earl of Lincoln, englischer Adeliger und Anhänger des Hauses York (* 1462/1464)
- 16. Juni: Martin Schwartz, deutscher Söldnerführer (* um 1450)
- 26. Juni: Johannes Argyropulos, byzantinischer Humanist (* um 1415)
- 16. Juli: Charlotte, Königin von Zypern (* 1444)
- 10. August: Roberto Sanseverino d’Aragona, italienischer Graf und Condottiere (* 1418)
- 15. August: Lorenz III. von Freiberg, Bischof von Gurk (* vor 1459)
- 20. August: Jacques de Luxembourg-Ligny, Seigneur von Richebourg, Adeliger im Dienste Burgunds und Frankreichs (* um 1420)
- 9. September: Chenghua, Kaiser von China aus der Ming-Dynastie (* 1447)
- 14. September: Mara Branković, serbische Prinzessin und Ehefrau des osmanischen Sultans Murad II. (* um 1416)
- 16. September: Mathäus Schlick, böhmischer Adeliger, Statthalter und Burggraf (* um 1400)
- 28. September: Keckhans von Gemmingen, kurpfälzischer Adeliger und Heerführer (* 1431)
- 30. September: John Sutton, 1. Baron Dudley, englischer Adeliger und Anhänger des Hauses Lancaster (* 1400)
- 2./3. Oktober: Johannes de Stokem, franco-flämischer Komponist, Sänger und Geistlicher (* um 1445)
- 1. November: Johann V. von Weißenbach, Bischof von Meißen
- 27. November: Sigismund III., Fürst von Anhalt-Dessau (* 1456)
- 28. November: Han Myung-hoi, koreanischer Politiker, Soldat und Philosoph (* 1415)

### Genaues Todesdatum unbekannt
- Oktober/November: John Hothby, englischer Musiktheoretiker und Komponist (* um 1430)
- Baccio Baldini, Florentiner Goldschmied und Kupferstecher (* um 1436)
- Peter Rot, Basler Politiker (* vor 1452)
- Yunus Khan, Herrscher der Tschagatai-Mongolen (* um 1415)
- Louise Rych, Schweizer Dominikanerin